# Ould Yengé

Ould Yengé är en stad i regionen Guidimaka, Mauretanien, och har 4.935 invånare (2000), Ould Yengé i södra Mauretanien.